# Christian Wittrock
Daniel Christian Warnke Wittrock (* 2. November 1882 in Kassel; † 15. November 1967 in Kassel) war ein deutscher Politiker (SPD).

## Leben und Beruf
Nach dem Besuch der Volksschule absolvierte Wittrock zunächst eine Bürolehre. Er arbeitete später als Bürovorsteher und wurde schließlich Geschäftsführer bei der Vereinigten Innungskrankenkasse. Nach der Machtübernahme der Nationalsozialisten wurde er aller Ämter enthoben. Anschließend betrieb er bis 1939 eine Gastwirtschaft. Während des Zweiten Weltkriegs wurde er fast sechs Jahre in den Konzentrationslagern Sachsenhausen und Oranienburg interniert.
Nach dem Kriegsende war Wittrock von 1946 bis 1956 Verwaltungsdirektor der AOK Kassel.

## Politik
Wittrock schloss sich 1900 der SPD an und wurde in den Landesvorstand der SPD Hessen gewählt.
Während der Zeit der Weimarer Republik war Wittrock von 1921 bis 1933 mit Unterbrechungen Mitglied des Kommunallandtags Kassel und des Provinziallandtags der Provinz Hessen-Nassau. Außerdem gehörte er von 1921 bis 1924 dem Preußischen Staatsrat an.
Wittrock war von 1946 bis 1956 Ratsmitglied der Stadt Kassel und dort gleichzeitig Stadtverordnetenvorsteher. 1946 war er Mitglied des Beratenden Landesausschusses und der Verfassungberatenden Landesversammlung von Groß-Hessen. Dem hessischen Landtag gehörte er von 1946 bis 1954 sowie vom 7. Februar 1958, als er für den ausgeschiedenen Abgeordneten Heinrich Troeger nachrückte, bis 1958 an. Von 1950 bis 1954 amtierte er als Vizepräsident des Landtags.
Wittrock war vor 1933 Stadtrat in Kassel und leitete dort die Verwaltung des Wohnungsamts. Von 1956 bis 1960 amtierte er als ehrenamtlicher Stadtrat der Stadt Kassel.

## Ehrungen
- 1952: Verdienstkreuz (Steckkreuz) der Bundesrepublik Deutschland